# Zemský okres Starnberg
Zemský okres Starnberg (německy Landkreis Starnberg) je zemský okres v německé spolkové zemi Bavorsko, ve vládním obvodu Horní Bavorsko. Sídlem správy zemského okresu je město Starnberg. Má přibližně 109 tisíc obyvatel. 

## Města a obce
Město:
1. Starnberg

Obce:
1. Andechs
2. Berg
3. Feldafing
4. Gauting
5. Gilching
6. Herrsching am Ammersee
7. Inning am Ammersee
8. Krailling
9. Pöcking
10. Seefeld
11. Tutzing
12. Weßling
13. Wörthsee